# Neville Howse
Neville Reginald Howse (26. října 1863, Stogursey – 19. září 1930, Londýn) byl australský důstojník, lékař a politik. Stal se prvním příslušníkem australských ozbrojených sil, který obdržel Viktoriin kříž, nejvyšší ocenění za statečnost tváří v tvář nepříteli, které může příslušník ozbrojených sil Spojeného království a Commonwealthu získat.
Narodil se v Anglii a po vzoru svého otce se rozhodl pro lékařskou kariéru. Během druhé búrské války sloužil u Australian Army Medical Corps. Během první světové války sloužil na Nové Guineji, u Gallipoli a na západní frontě. Dohlížel na zdravotnické služby Australian Imperial Force a na konci války měl již hodnost generálmajora. V roce 1922 byl zvolen do australského parlamentu a následně se stal ministrem v kabinetu předsedy vlády Stanleyho Bruce.

## Mládí
Narodil se ve Stogursey v hrabství Somerset v Anglii chirurgovi Alfredu Howsovi a jeho ženě Lucy Elizabeth, rozené Conroy. Vzdělání dosáhl ve Fullard's House School v Tautonu. Rozhodl se věnovat stejnému povolání jako jeho otec a začal studovat medicínu na Royal London Hospital. V roce 1886 získal kvalifikaci lékaře a chirurga.
V roce 1889 ze zdravotních důvodů emigroval do Austrálie. Nejdříve se usadil v Newcastlu v Novém Jižním Walesu, ale později se přestěhoval do Taree. V roce 1895 se kvůli doplnění vzdělání vrátil do Anglie. Zde pak v roce 1897 získal kvalifikaci chirurga s atestací. Do Austrálie se vrátil v roce 1899 a koupil si lékařskou praxi v Orange, které se stalo jeho domovem na dalších 30 let.

## Vojenská kariéra

### Búrská válka
Během druhé búrské války sloužil s 2. kontingentem New South Wales Army Medical Corps a do East London v Jihoafrické republice dorazil v únoru 1900 v hodnosti poručíka. 24. července 1900 během akce u Vredefortu se mu přes těžkou křížovou palbu podařilo zachránit zraněného muže. Na jeho záchranu se vydal na koni, ten však byl vzápětí zastřelen. Howse pokračoval dál pěšky, dostal se ke zraněnému, obvázal mu ránu a pak ho odnesl do bezpečí. Za svoji odvahu byl vyznamenán Viktoriiným křížem. Stal se tak prvním příslušníkem australských ozbrojených sil, který toto nejvyšší vyznamenání obdržel. Nyní je tato medaile vystavena v Australském válečném památníku v Canbeře. Dne 15. října 1900 byl povýšen na kapitána. 2. kontingent opustil Jižní Afriku 13. prosince 1900 na lodi S. S. Orient, v tu dobu s nimi však Howse již nebyl. Ten byl již 28. listopadu 1900 kvůli zranění poslán do Spojeného království. Následně se na konci února 1901 vrátil do Austrálie.
Do Jižní Afriky se opět vrátil 17. března 1902, kdy dorazil do Durbanu v provincii Natal v rámci Australian Army Medical Corps v hodnosti majora. V závěru války však opět vážně onemocněl a byl evakuován 6. července 1902 do Spojeného království. Zbytek jednotky odjel 8. července 1902 do Austrálie. Sám Howse se do Austrálie vrátil v listopadu 1902.
V roce 1905 si vzal za ženu Evelyn Pilcher a dvakrát byl zvolen do úřadu starosty města Orange.

### První světová válka

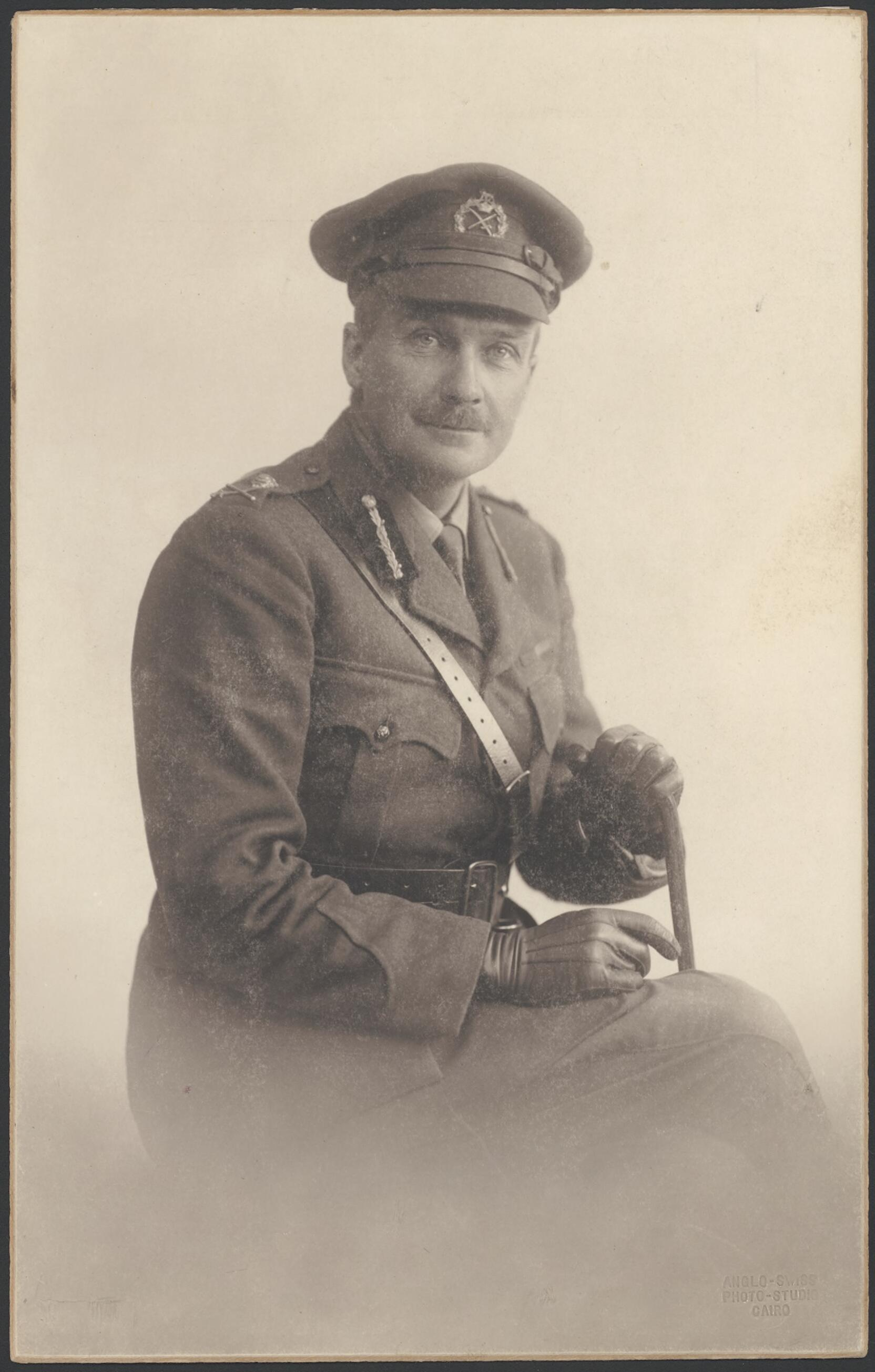
Neville Howse v Káhiře, asi 1914/1919

Když propukla první světová válka, byl přiřazen jako zdravotnický důstojník k australským námořním a vojenským expedičním silám (Australian Naval and Military Expeditionary Force) a poslán na německou Novou Guineu v hodnosti podplukovníka.
Po přesunu na evropské bojiště se zapojil do bitvy u Gallipoli, kde velel evakuaci zraněných mužů z pláží během počátečních dní tažení. V září 1915 mu bylo svěřeno velení nad zdravotnickými silami ANZAC a v listopadu převzal v hodnosti chirurg-generál (surgeon-general) velení nad zdravotnickými jednotkami Australian Imperial Force. Když se AIF přesunuli do Francie, převzal pozici v Londýně, kde dohlížel na zdravotní jednotky ve Francii, v Egyptě a v Palestině. Na začátku roku 1917 byl povýšen do hodnosti generálmajora.
V roce 1915 se stal členem Bathského řádu a 22. ledna 1917 byl povýšen do hodnosti rytíř-komandér. Také obdržel Nejctihodnější řád sv. Jana Jeruzalémského a v roce 1919 také Řád sv. Michala a sv. Jiří v hodnosti rytíř-komandér.

## Politická kariéra

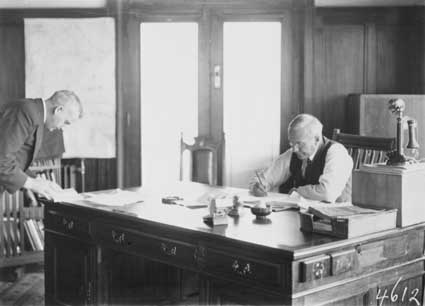
Sir Neville Reginald Howse, ministr obrany, ve své kanceláři v roce 1928.

V roce 1922 se rozhodl vstoupit do politiky, proto se vzdal vojenské kariéry, neboť zákon v té době neumožňoval příslušníkům pravidelné armády zastávat politické funkce. Následně byl zvolen do parlamentu jako člen strany Nationalist Party. V roce 1925 byl ministerským předsedou Stanleyem Brucem jmenován ministrem obrany a ministrem zdravotnictví. Byl také členem australské delegace na Imperiální konferenci v Londýně v roce 1926, ale onemocněl a rezignoval ze své ministerské funkce. Zůstal však čestným ministrem bez portfeje.
V únoru 1928 byl opětovně jmenován ministrem zdravotnictví a také ministrem domácích věcí a teritorií. Po volbách v listopadu téhož roku se vzdal místa ministra. Během obou svých funkčních období v křesle ministra zdravotnictví se podílel na řadě projektů. Pomohl ustanovit Federal Health Council of Australia, podporoval vytvoření Australian College of Surgeons a také se podílel na svolání první konference australských organizací zabývajících se rakovinou. V roce 1928 se také Austrálie stala jedním z center radiologického výzkumu poté, co se mu podařilo přesvědčit kabinet, aby na projekt věnoval 100 000 liber. Ocenění se mu také dostalo za opětovné získání důvěry veřejnosti ve vládní očkovací programy, a to právě v době, kdy série úmrtí vedla k nedůvěře k očkování mezi obyvatelstvem.

Po volbách v roce 1929 přišel o své místo v parlamentu.

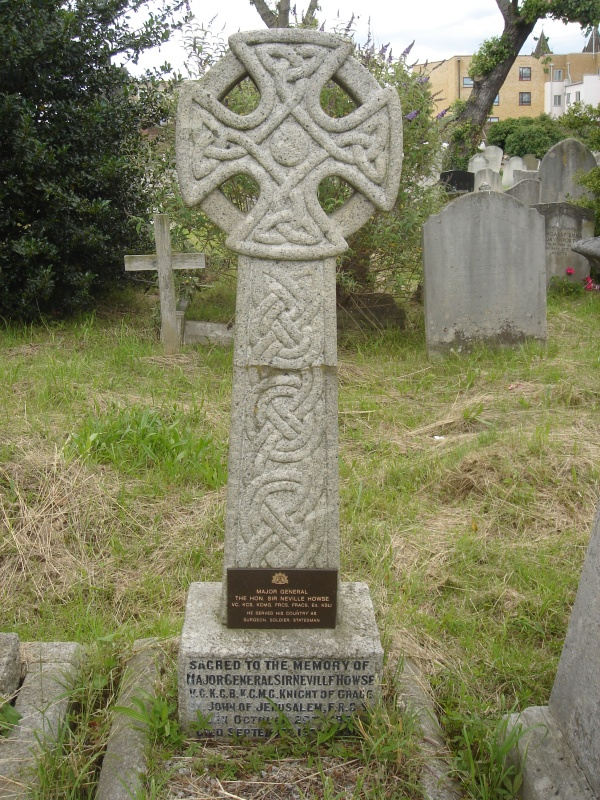
Místo posledního odpočinku generálmajora Nevilla Howse na hřbitově v Kensal Green Cemetery.

## Smrt a odkaz
V únoru 1930 se vydal do Anglie, aby zde podstoupil léčbu rakoviny, ale 19. září 1930 zemřel. Je pohřben na hřbitově Kensal Green Cemetery v Londýně.
Na jeho počest vytvořil Peter Dornan sochu připomínající jeho odvážný čin. Socha se nachází na Royal Australasian College of Surgeons v Melbourne. Australská pošta také v roce 2000 vydala sérii poštovních známek s jeho podobiznou.

## Vyznamenání
- Viktoriin kříž (VC) – 1901[15]
- rytíř-komandér Řádu lázně (KCB) – 1917[12]
- společník Řádu lázně (CB) – 1915[11]
- rytíř-komandér Řádu sv. Michala a sv. Jiří – 1919[14]
- rytíř Nejctihodnějšího řádu sv. Jana Jeruzalémského – 1919[13]
- Královnina jihoafrická medaile se 6 sponami - CAPE COLONY, JOHANNESBURG, DIAMOND HILL, WINTERBERGEN, SOUTH AFRICA 1901, SOUTH AFRICA 1902
- Hvězda 1914–15[16]
- Britská válečná medaile[16]
- Vítězná medaile s dubovým listem[16][17]